# Team Barloworld/Saison 2007
Die Liste beschreibt die Mannschaft und Erfolge des Radsportteams Barloworld in der Saison 2007.

## Siege

### Erfolge in der UCI ProTour
| Datum    | Rennen                    | Fahrer         |
| -------- | ------------------------- | -------------- |
| 17. Juli | 9. Etappe Tour de France  | Mauricio Soler |
| 19. Juli | 11. Etappe Tour de France | Robert Hunter  |

### Erfolge in der UCI Africa Tour
| Datum       | Rennen                      | Fahrer             |
| ----------- | --------------------------- | ------------------ |
| 7. März     | 1. Etappe Giro del Capo     | Félix Cárdenas     |
| 9. März     | 3. Etappe Giro del Capo     | Alexander Jefimkin |
| 11. März    | 5. Etappe Giro del Capo     | Robert Hunter      |
| 6.–11. März | Gesamtwertung Giro del Capo | Alexander Jefimkin |

### Erfolge in der UCI Europe Tour
| Datum          | Rennen                                      | Fahrer             |
| -------------- | ------------------------------------------- | ------------------ |
| 16. März       | 2. Etappe Volta ao Santarém                 | Robert Hunter      |
| 15.–18. März   | Gesamtwertung Volta ao Santarém             | Robert Hunter      |
| 7. April       | 2. Etappe Settimana Ciclistica Lombarda     | Alexander Jefimkin |
| 5.–9. April    | Gesamtwertung Settimana Ciclistica Lombarda | Alexander Jefimkin |
| 13. Mai        | 2. Etappe Clásica Alcobendas                | Robert Hunter      |
| 18. Mai        | 1. Etappe Tour de Picardie                  | Robert Hunter      |
| 18.–20. Mai    | Gesamtwertung Tour de Picardie              | Robert Hunter      |
| 14. Juni       | 1. Etappe Grand Prix CTT Correios           | Enrico Degano      |
| 15. August     | 2. Etappe Burgos-Rundfahrt                  | Mauricio Soler     |
| 14.–18. August | Gesamtwertung Burgos-Rundfahrt              | Mauricio Soler     |

## Team

### Zugänge – Abgänge
| Zugänge              | Team 2006              | Abgänge          | Team 2007             |
| -------------------- | ---------------------- | ---------------- | --------------------- |
| Robert Hunter        | Phonak Hearing Systems | Mauro Facci      | Quick Step-Innergetic |
| Fabrizio Guidi       | Phonak Hearing Systems | Amets Txurruka   | Euskaltel-Euskadi     |
| Kanstanzin Siuzou    | Acqua e Sapone         | Igor Astarloa    | Milram                |
| Geraint Thomas       | Neoprofi               | Mads Christensen | Designa Kokken        |
| Paolo Longo Borghini | Ceramica Flaminia      | Tiaan Kannemeyer | Konica Minolta        |
| Mauricio Soler       | Acqua e Sapone         | Rodney Green     | Konica Minolta        |
| John-Lee Augustyn    | Konica Minolta         | Jeremy Maartens  | Unbekannt             |

### Mannschaft
| Name                 | Geburtstag        |                        |
| Pedro Arreitunandia  | 24. Juli 1974     | Spanien                |
| John-Lee Augustyn    | 10. August 1986   | Südafrika              |
| Giosuè Bonomi        | 21. Oktober 1978  | Italien                |
| Diego Caccia         | 31. Juli 1981     | Italien                |
| Félix Cárdenas       | 24. November 1972 | Kolumbien              |
| Giampaolo Cheula     | 23. Mai 1979      | Italien                |
| Ryan Cox †           | 9. April 1979     | Südafrika              |
| Enrico Degano        | 11. März 1976     | Italien                |
| Alexander Jefimkin   | 2. Dezember 1981  | Russland               |
| Fabrizio Guidi       | 13. April 1972    | Italien                |
| Robert Hunter        | 22. April 1977    | Südafrika              |
| Paolo Longo Borghini | 10. Dezember 1980 | Italien                |
| James Perry          | 19. November 1979 | Südafrika              |
| Hugo Sabido          | 14. Dezember 1979 | Portugal               |
| Kanstanzin Siuzou    | 9. August 1982    | Belarus                |
| Mauricio Soler       | 14. Januar 1983   | Kolumbien              |
| Geraint Thomas       | 25. Mai 1986      | Vereinigtes Königreich |
| Stagiaires           | Stagiaires        | Nationalität           |
| Ben Swift            | Ben Swift         | Vereinigtes Königreich |